# Смута годов Сётю
Смута годов Сётю (яп. 正中の変 сётю: но хонэн) — провалившийся заговор против сиккэнов (фактических правителей страны) из рода Ходзё. Имя столкновению дал девиз правления Сётю (1324—1326).
Заговор возглавил правящий император Го-Дайго, который воспользовался нерешительностью сиккэна Ходзё Такатоки и объединил вокруг себя тюнагона Фудзивару Сукэтомо и усёбэна (правый младший делопроизводитель государственного совета) Минамото Тосимото. Они попытались склонить на свою сторону Токи Ёриканэ (или Ёрикадзу), Тадзими Кунинага и других. Однако вскоре козни получили огласку; согласно «Повести о Великом мире», о готовящемся бунте проговорился Токи Ёриканэ, который поведал своей жене:
…я получил приказ императора. А когда тебя просит государь, то нет способа отказать ему; когда же примкнёшь к мятежу августейшего, трудно рассчитывать на один шанс из тысячи, чтобы сохранить свою жизнь. Горечь приближающейся разлуки так сильна, что становится жалко, и я решил поведать тебе обо всём заранее. Но остерегайся, чтобы ни один человек не узнал об этом!
Жена якобы рассказала всё своему отцу Таро Тосиюки (офицер Левой гвардии охраны дворцовых ворот Сайто), который, в свою очередь, доложил об этом камакурским чиновникам в Рокухаре. Ходзё Норисада из северной части Рокухара собрал армию в три тысячи человек и в 19-й день 9-й луны 1-го года Сётю наголову разбил силы бунтовщиков, в которой Ёриканэ и Кунинага погибли. В 5-й луне 2-го года Сётю были пойманы Фудзивару Сукэтомо и Минамото Тосимото, которые на стойко держались допросе; в результате Тосимото был прощен, а Сукэтомо — отправлен в ссылку на остров Садо.
Император Го-Дайго послал Ходзё Такатоки письменную клятву, в которой он уверял, что не имел против Ходзё никаких злых умыслов, но Такатоки клятву не принял и возвратил её обратно монарху. В конце концов Такатоки пришёл к решению свергнуть императора Го-Дайго и возвести другого.
Противостояние годов Сётю стало предпосылкой Восстания годов Гэнко (яп. 元弘の乱, 1331—1333).